# Parc national de Shikotsu-Tōya
Le parc national de Shikotsu-Tōya (支笏洞爺国立公園, Shikotsu-Tōya kokuritsu kōen) est un parc national japonais dans la partie centrale de l'île de Hokkaidō.
Le parc tire son nom de deux lacs situés dans les caldeiras d'anciens volcans : le lac Shikotsu et le lac Tōya. Le parc abrite quelques onsen.
D'une superficie de 993,02 km2, il a été créé le 16 mai 1949, à proximité des monts Usu, Morappu et du Shōwa-shinzan.